# Famille Lazard
Pour les articles homonymes, voir Lazard (homonymie).
Cette page explique l’histoire ou répertorie les différents membres de la famille Lazard.
La famille Lazard est une famille franco-américaine de banquiers.

## Historique
Originaire de la Bohême, la famille Lazard s'établit en Lorraine au XVIIIe siècle comme marchands.
Les jeunes frères Lazard, Lazare et Alexandre, puis Simon et Élie, quittent la Lorraine en 1840 pour tenter l'aventure en Amérique. Ils s'installent d'abord à la Nouvelle-Orléans et y fondent un commerce de gros spécialisé en tissus et cotonnades, rapidement devenu une adresse réputée du quartier français. Après avoir revendu l'affaire, Lazare et Alexandre rentrent en France, tandis que Simon et Élie s'établissent à San Francisco, suivant la ruée vers l'or. Ils se lancent dans l'importation, puis dans les opérations financières, étendant leur réseau au sein de la communauté française. En 1861, ils rachètent la plus importante filature lainière de Californie. Le capital de leur société passe de 120 000 en 1848 à 10 millions de francs en 1870. Ils sont rejoints par leurs demi-frères et cousins (Weill, Aron, Cahn, Lang, etc.).
Bien que les premières opérations se déroulent à San Francisco, ils installent le siège de la banque Lazard Frères à Paris. L'année suivante, une succursale, Lazard Brothers, est ouverte à Londres. Au début des années 1880, Alexandre Weill réussit à implanter la banque à Wall Street, devenant ainsi la première banque franco-américaine de la place.

## Membres notables
- Abraham Lazard (1745-1833), marchand à Phalsbourg, marié à Leizen Sixkint, puis à Judith Kahn
  - Alexandre Lazard (1794-), marié à Jeanette Levy
    - Solomon Lazard (1827-1916), homme d'affaires, conseiller municipal de Los Angeles, premier président de la Los Angeles Chamber of Commerce (en), marié à Caroline Newmark

  - Élie Lazard (1796-1841), marchand à Phalsbourg, marié à Esther Aron
    - Alexandre Lazard (1823-1904), s'installe à la Nouvelle-Orléans, puis à San Francisco, cofondateur de la banque Lazard Frères ;
      - Marthe Lazard (1872-1964), épouse de l'architecte Richard Bouwens van der Boijen (1863-1939).

    - Lise Lazard (1826-1908), épouse de Théodore Weill.
    - Simon Lazard (1828-1898), rejoint son frère aux États-Unis, cofondateur de la banque Lazard Frères
      - André Lazard (1869-1931), associé de la Banque Lazard
        - Simone Lazard (1899-1991), maire de Guillestre, épouse successive de Paul de Seignard de La Fressange, de Maurice Petsche et de Louis Jacquinot
          - André de Seignard de la Fressange, père d'Inès de Seignard de La Fressange.

      - Jean Lazard (1871-1950), agriculteur, marié à Antoinette May.
      - Elizabeth Lazard (1873-1945), épouse d'Edmond Lang, industriel-filateur, chef de la société textile « Les Fils d'Emanuel Lang ».
      - Max Lazard (1875-1953), économiste et sociologue, marié à Sophie Ellissen.
        - Simon Lazard (1901-2004), ingénieur, banquier et chef d'entreprise, gendre de Paul Helbronner.
        - Francis Lazard (1907-2000), chirurgien, marié à Françoise Levaillant (1909-1994)
          - Francette Lazard (1937-2023), historienne, femme politique.

        - Didier Lazard (1910-2004), sociologue, maître de conférence à l'Institut d'études politiques de Paris, marié à Ginette Martenot.

      - Esther Lazard (1878-1944), épouse de René Fould.
      - Christian Lazard (1880-1943), associé de la Banque Lazard, mort en déportation, gendre d'Ernest May.
        - Miquette Lazard (1906-1994), épouse de l'avocat Jacques Millerand (fils du président Alexandre Millerand et de Jeanne Levayer).
        - Claude Lazard
          - Claude-Eric Lazard (1939), banquier, marié à Danielle Steel.

    - Elie II Lazard (1831-1897), cofondateur de la banque Lazard Frères, gendre du ministre Michel Goudchaux
      - Robert Lazard (1869-1943), associé de la Banque Lazard, mort en déportation.
      - Thérèse Lazard (1872-1968), présidente de la Croix-Rouge de Neuilly-sur-Seine, mère de Geneviève Thibault de Chambure.
      - Raymond Lazard (1877-1953), associé de la Banque Lazard.

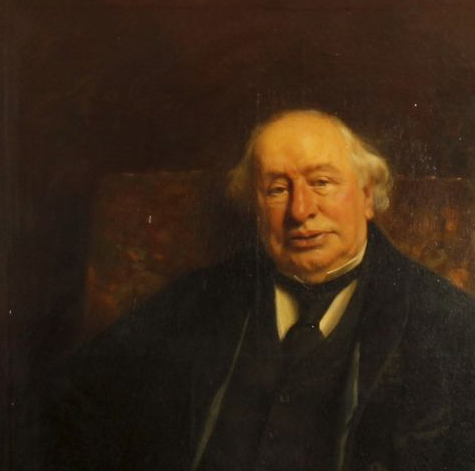
Alexandre Lazard
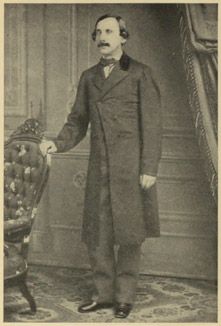
Solomon Lazard

## Sources
- Martine Orange, Ces messieurs de Lazard, Albin Michel, 2006
- Didier Lazard, Histoire de quatre générations. 1. Simon Lazard, Felin, Paris 1988
- Guy-Alban de Rougemont, Lazard Frères: Banquiers des Deux Mondes (1848-1939), Fayard, 2011
- Pierre de Gasquet, Antoine Bernheim: le parrain du capitalisme français, Grasset, 2011
- Didier Lazard, Simon Lazard (1828-1898): émigré à seize ans, pionnier du Far-West, fondateur de la Banque Lazard, éditions du Félin, 1988
- Laurent Chemineau, L'incroyable histoire de Lazard Frères, la banque qui règne sur le monde des affaires, éditions Assouline, 1998
- Henry Coston, Les financiers qui mènent le monde, Librairie Française, Paris 1955
- Henry Coston, Le retour des "200 familles.", Librairie Française, 1960
- Jean-Claude Daumas, Alain Chatriot, Danièle Fraboulet, Hervé Joly (dir.), Dictionnaire historique des patrons français, Paris, Flammarion, 2010
- William D. Cohan, The Last Tycoons: The Secret History of Lazard Frères & Co., 2008